# South Amherst (Massachusetts)
South Amherst – jednostka osadnicza w Stanach Zjednoczonych, w stanie Massachusetts, w hrabstwie Hampshire.